# Fähnrichschüler
Als Fähnrichschüler (FRS) wurden in der DDR Soldaten bezeichnet, die sich in der Ausbildung der Laufbahn der Fähnriche in den „bewaffneten Organen“ befanden. Die zweijährige Ausbildung wurde in der Nationalen Volksarmee (inklusive Volksmarine und Luftstreitkräfte), bei den Grenztruppen der DDR und für Teile des MfS angeboten.

## Ausbildung
Der Lehrgang war entweder an einer Offiziershochschule der DDR (OHS) oder an einer Militärtechnischen Schule zu absolvieren. Die Fähnrichschüler ergänzten sich aus Wehrpflichtigen und geeigneten Unteroffizieren, die sich für 15 Jahre Dienstzeit zu verpflichten hatten. Die Ausbildung wurde wahlweise als zweijähriges Direktstudium oder als eine Kombination aus einjährigem Direkt- und einjährigem Fernstudium angeboten. Die Bruttobezüge der Fähnrichschüler entsprachen im 1. Studienjahr in etwa denen der Feldwebel, im 2. Studienjahr denen der Oberfeldwebel.
Die fertig ausgebildeten Fähnrichschüler sollten hoch spezialisierte „Langdiener“ unterhalb der Offiziersebene stellen und eine Qualifikationslücke in den technischen Laufbahnen schließen: Während Berufsunteroffiziere den Meisterabschluss besaßen, beendeten die Offiziere ihre Ausbildung an der OHS als Diplom-Ingenieure. Die Fähnriche hingegen wurden als (Fachschul)-Ingenieure oder Ingenieurökonomen qualifiziert.
Die Grenztruppen der DDR unterhielten zunächst eine eigene Fähnrichschule in Nordhausen (Bezirk Erfurt). Ab 1. Dezember 1985 wurde die Fähnrichschule in die Offiziersschule der Grenztruppen Suhl (Bezirk Suhl) eingegliedert und als Fachrichtung Fähnrichausbildung geführt.
Die Truppen der Luftstreitkräfte/Luftverteidigung unterhielten eine eigene Fähnrichschule in Bad Düben an der Militärtechnischen Schule der Luftstreitkräfte/Luftverteidigung „Harry Kuhn“.

## Entwicklung nach der Wende 1989/90
Nach der  Deutschen Wiedervereinigung wurden im Oktober 1990 die verbliebenen Fähnrichschüler, ähnlich den Offiziersschülern, zunächst in die Bundeswehr übernommen und bis 1992 (Offiziersschüler bis 1993)  sukzessive zum Diplomabschluss geführt. Eine Übernahme in die Bundeswehr fand nicht mehr regelmäßig statt, die in den technischen (nicht aber den sozialwissenschaftlichen) Fächern erworbenen Abschlüsse qualifizierten die Diplomanden jedoch für den Eintritt in Zivilberufe.

## Uniform und Rangabzeichen
Die Uniform der Fähnrichschüler entsprach weitgehend dem Muster der Offiziersschüler. Dazu legten sie die Schulterklappen der Unteroffiziere mit einem aufgelegten metallenen gotischen F an. Seit 1983 kennzeichnete den 1. Studienjahrgang eine Querlitze, den 2. Studienjahrgang zwei Querlitzen.
Rangabzeichen NVA-Fähnrichschüler
| TSK   | Land- Luftstreitkräfte und Grenztruppen der DDR | Land- Luftstreitkräfte und Grenztruppen der DDR | Land- Luftstreitkräfte und Grenztruppen der DDR | Land- Luftstreitkräfte und Grenztruppen der DDR | Land- Luftstreitkräfte und Grenztruppen der DDR | Volksmarine    | Volksmarine    |      |
| Farbe | Panzertruppe                                    | Panzertruppe                                    | Luftstreitkräfte                                | Luftstreitkräfte                                | Felddienstanzug                                 | Marineblau     | Marineblau     |      |
| ----- | ----------------------------------------------- | ----------------------------------------------- | ----------------------------------------------- | ----------------------------------------------- | ----------------------------------------------- | -------------- | -------------- | ---- |
|       |                                                 |                                                 |                                                 |                                                 |                                                 |                |                |      |
|       | 1. Studienjahr                                  | 2. Studienjahr                                  | 1./2. Studienjahr                               | 1./2. Studienjahr                               | 2. Studienjahr                                  | 1. Studienjahr | 2. Studienjahr |      |
| Rang  | WO-1                                            | WO-1                                            | WO-1                                            | WO-1                                            | WO-1                                            | WO-1           | WO-1           | WO-1 |